# جوزيف بولونيا
جوزيف بولونيا (بالإنجليزية: Joseph Bologna)‏ مواليد 30 ديسمبر 1934 في بروكلين، نيويورك، الولايات المتحدة - الوفاة 13 أغسطس 2017 في كاليفورنيا، الولايات المتحدة، هو ممثل وكاتب سيناريو أمريكي بدأ مسيرته الفنية سنة 1970. هو من الحائزين على جائزة إيمي. امتدت مسيرته الفنية لأكثر من 42 عاما. درس في جامعة براون.

## الأعمال
- المرأة ذات الأحمر
- متزوج ولدي أطفال
- المربية
- سوبرمان
- الأب الكبير
- حكم عرفي
- أرليس
- العصر الجليدي: الذوبان
- وفقا لجيم
- سي اس آي: التحقيق في موقع الجريمة

## الجوائز
الفوز:
- جائزة إيمي

الترشيحات:
- جائزة الأوسكار لأفضل كتابة "سيناريو مقتبس"

## روابط خارجية
- جوزيف بولونيا على موقع IMDb (الإنجليزية)
- جوزيف بولونيا على موقع روتن توميتوز (الإنجليزية)
- جوزيف بولونيا على موقع ألو سيني (الفرنسية)
- جوزيف بولونيا على موقع تيرنر كلاسيك موفيز (الإنجليزية)
- جوزيف بولونيا على موقع أول موفي (الإنجليزية)
- جوزيف بولونيا على موقع قاعدة بيانات برودواي على الإنترنت (الإنجليزية)
- جوزيف بولونيا على موقع قاعدة بيانات برودواي على الإنترنت (الإنجليزية)
- جوزيف بولونيا على موقع قاعدة بيانات الأفلام السويدية (السويدية)
- جوزيف بولونيا على موقع إن إن دي بي (الإنجليزية)
- جوزيف بولونيا على موقع قاعدة بيانات الفيلم (الإنجليزية)